# بين ديكسون (عازف جاز)
بين ديكسون (بالإنجليزية: Ben Dixon)‏ هو عازف جاز أمريكي، ولد في 25 ديسمبر 1934 في جافني في الولايات المتحدة.

## وصلات خارجية
- بين ديكسون على موقع ميوزك برينز (الإنجليزية)
- بين ديكسون على موقع ديسكوغز (الإنجليزية)